# Estvad Kirke
Estvad Kirke er en kirke i Estvad Sogn beliggende i Skive Kommune.

## Bygning og inventar
Koret og skibet i Estvad Kirke er opført i romansk stil, hvor der er rå og kløvede kampesten med hjørner og muråbninger i huggede kvadre.
Kirkens sydmur er stort set opmuret i munkesten. Desuden er kirkens tårn opført i munkesten i ca. 1470.
Gavlen i våbenhuset er bygget i 1700-tallet, hvor den øvrige del af våbenhuset er bygget i 1950-51 under en istandsættelse af kirken.

### Altertavle
Den sengotiske fløjaltertavle, som er dateret bagpå til 1512, er dekoreret med udskårne figurer: På fløjene ses apostlene, i midterpartiet Jesu korsfæstelse og gravlæggelse og på fodstykket 14 "nødhjælpere", helgener, som blev udvalgt i slutningen af middelalderen som dem, man især kunne henvende sig til med dagligdags sorger som f.eks. sygdom.